# Carebaco-Meisterschaft 1988
Die Carebaco-Meisterschaft 1988 im Badminton fand in Paramaribo in Suriname statt. Es war die 16. Auflage der Titelkämpfe.

## Finalresultate
| Disziplin    | Sieger                       | Finalist                         | Ergebnis    |
| ------------ | ---------------------------- | -------------------------------- | ----------- |
| Herreneinzel | Hedwig de La Fuente          | Clyde van Daal                   | 15–14, 15–6 |
| Dameneinzel  | Yu Nilen                     | Rinia Haynes                     | 11–2, 11–1  |
| Herrendoppel | Clyde van Daal John Sno      | Marlon Djojodiwongso John Wagiso | 15–6, 15–10 |
| Damendoppel  | Yu Nilen Loes Sjauw Mook     | Nathalie Haynes Rinia Haynes     | 15–7, 15–9  |
| Mixed        | Hedwig de La Fuente Yu Nilen | John Sno Rinia Haynes            | 15–9, 15–2  |
| Team         | Suriname                     |                                  |             |